# Nikolaus Schiergens
Nikolaus Schiergens (* 5. September 1899 in Aachen; † 14. Januar 1961) war ein deutscher Politiker (LDP/FDP) und ehemaliger Abgeordneter des Hessischen Landtags.
Nikolaus Schiergens  war Auslandskorrespondent und Exportleiter bei einer Maschinenfabrik in Fulda.
Seit 1946 war er Mitglied der FDP (die damals unter dem Namen LDP auftrat) Fulda. Vom 9. Dezember 1949 (als Nachrücker für Richard Hammer) bis zum 30. November 1950 war er Mitglied des Hessischen Landtags.